# Сливно (Лашко)
Сливно (словен. Slivno) — поселення в общині Лашко, Савинський регіон, Словенія. Висота над рівнем моря: 430,3 м.